# Nerea Barjola
Nerea Barjola Ramos (Santurce, 1980) es politóloga, feminista, investigadora y escritora.

## Biografía

### Trayectoria profesional
Estudió en la  Universidad del País Vasco (UPV/EHU) Ciencias Políticas y de la Administración y es doctora en Feminismos y Género. Se formó para Técnica de Igualdad en la Universidad Nacional de Educación a Distancia (UNED.)
Para escribir su tesis doctoral (2014) se centró en el crimen de Alcácer ocurrido en 1992 (tesis: Las representaciones del peligro sexual y su influencia en las prácticas de las mujeres a partir del crimen sexual de Alcásser (1992). El objetivo de la tesis fue resignificar el crimen de Alcácer como una narración política de alto impacto para la vida de las mujeres, un relato sobre el terror sexual en las mujeres en la década de los noventa. Ha participado en grupos de investigación de la UPV/EHU como GIU08/15 'La experiencia de la sociedad moderna en España 1870-1970' y GIU11/12 "La experiencia de la sociedad moderna en España 1870-1990'.
En 2018 publicó el ensayo Microfísica sexista del poder en el cual recoge lo investigado en su tesis y desarrolla cómo el triple crimen de Alcácer y el relato que los medios hicieron sobre el suceso conllevó un ataque contra la libertad personal y sexual de las mujeres.  Este trabajo fue premiado en la categoría investigación para la transformación social  en noviembre de 2021 por el Ministerio de Igualdad.

## Líneas innovadoras de investigación
En su tesis Barjola parte de las aportaciones de la obra de Judith R. Walkowitz para establecer una asociación entre los crímenes de Jack el Destripador y el de Alcácer. Walkowitz plantea que Jack el destripador, mito del peligro sexual en la época victoriana de fin del siglo XIX, y el relato que se hizo de sus crímenes vino a representar un aviso aleccionador a todas aquellas mujeres de clase media que en aquel contexto estaban empezando a ocupar el espacio público.
Barjola, siguiendo el mismo eje analítico de Walkowitz, hace un análisis del contexto y constata que en el caso de Alcácer hay una ruptura en la narración oral respecto a las conquistas y reivindicaciones del movimiento feminista desde la transición española y afirma que, al igual que el relato de Jack el Destripador, va a funcionar como un freno que va a reforzar la familia tradicional y el rol protector de los hombres sobre las mujeres y el poder masculino sobre el cuerpo de las mujeres.
En su tesis doctoral y en su obra destaca cómo los medios de comunicación incidieron en lo que ella denomina la idea de "mujer pública", categoría política que ella utiliza como metáfora para hablar en su investigación de aquellos espacios donde las mujeres no son de nadie, es decir, donde en ausencia de protección masculina, las mujeres son de todos.
Barjola define el terror sexual como una estrategia heteropatriarcal para controlar, someter y explotar el cuerpo y la vida de las mujeres.
Como aplicación practica de su formulación del terror sexual como estrategia heteropatriarcal de control, destaca su análisis del fenómeno de los pinchazos en el entorno de ocio nocturno.

## Obras y publicaciones
- Las representaciones del peligro sexual y su influencia en las prácticas de las mujeres a partir del crimen de Alcàsser, 1992. (Tesis. 2014).

- Microfísica sexista del poder: el caso Alcásser y las construcción del terror sexual. Prólogo de Silvia Federici (Virus ed., 2018).[13]
- Tranquilas: Historias para ir solas por la noche. (Lumen, 2019).